# Justicia campechiana
Justicia campechiana là một loài thực vật có hoa trong họ Ô rô. Loài này được Standl. ex Lundell mô tả khoa học đầu tiên năm 1934.